# C.O. Hultén
Karl Otto Helmer Hultén, född 9 oktober 1916 i Karoli församling i Malmö, död 8 februari 2015 i Lomma, var en svensk målare, tecknare och grafiker. Han var mestadels känd som CO Hultén.

## Biografi
CO Hultén arbetade till en början som reklamtecknare. Som bildkonstnär var han självlärd. Tillsammans med bland andra Max Walter Svanberg och Anders Österlin bildade han 1945 gruppen Imaginisterna, vars konst hade rötter i surrealismen men hade tagit intryck av den nya informella konsten. Imaginisterna upplöstes 1956. Hultén var även medlem i Cobra-gruppen 1948–1951.
Hans bilder hade då associationer till verkligheten, bland andra frottagen, delvis inspirerade av Max Ernst. Redan tidigare hade han, som en av de första i Sverige, framträtt med ett rent informellt måleri, vilket han återvände till under 1950-talet.
Från 1955 ledde Hultén det experimentella Galerie Colibri i Malmö och gav ut tidningen Salamander, där den avantgardistiska konsten presenterades. Hans färgintensiva, informella måleri nådde en höjdpunkt i lysande emaljmålningar i början av 1960-talet. Senare införde han, inspirerad av nära kontakt med det svarta Afrika, åter former med verklighetsanknytning - men med kvardröjande overklig stämning.
Hultén finns representerad på bland annat Moderna Museet, Norrköpings konstmuseum  och Göteborgs konstmuseum. Han var medlem av KRO och Skånska Konstnärsklubben och ledamot av Akademien för de fria konsterna från 1980 till sin död.
CO Hultén var bosatt i Lomma. Han var morbror till konstnären LG Lundberg. Hultén gifte sig 1945 med Marianne Nilsson och 1961 med skulptören Birgitta Stenberg-Hultén.
CO Hultén är begravd på Östra kyrkogården i Malmö.